# Iliouchine Il-106 PAK VTA
Le PAK VTA (russe : ПАК ВТА, russe : Перспективный авиационный комплекс Военно-транспортной авиации ' 'Complexe d'Aviation Prospective de l'Aviation de Transport Militaire' ') est un avion de transport militaire lourd russe de nouvelle génération, actuellement en cours de développement par Iliouchine,,. L'avion est destiné à remplacer l'Antonov An-22 et l'avion de transport lourd Antonov An-124 dans l'armée de l'air russe. Sa cellule sera basée sur l'Ilyushin Il-106 annulé (russe : Илью́шин Ил-106) des années 90, mais modernisé avec de nouveaux moteurs et une nouvelle avionique.

## Développement
Le projet du PAK TA a été lancé dans le but de développer un corps d'aile mixte [réf. nécessaire] pour un avion de transport super-lourd (jusqu'à 200 tonnes de fret) capable d'évoluer à une vitesse supersonique à pleine charge  et en utilisant partiellement une énergie électrique renouvelable. Quatre-vingt avions devaient être construits d'ici 2024.
En 2016, le directeur général de la société Iliouchine, Sergei Velmozhkin, a annoncé que le projet s'appelait officiellement Il-106 reprenant donc la désignation qui avait été appliquée à un projet d'avion de transport Ilyushin annulé des années 1990.
En décembre 2018, le ministère russe de la Défense a annoncé que l'avion serait en fait une version profondément mise à jour de l'avion de transport Iliouchine Il-106 dont le développement avait été annulé. Nikolai Talikov, concepteur en chef de la société Iliouchine, annonce que l'Il-106 est actuellement en cours de développement et sera mis à jour avec de nouveaux systèmes d'avioniques, moteurs et autres systèmes critiques. Le premier vol est prévu pour 2024-2026,,,.
En mai 2019, Iliouchine termine les travaux de Recherche et Développement sur l'avion et un contrat pour des développements futurs est signé.
La même année, Iliouchine annonce que si la conception du PAK VTA est approuvée par les autorités russes, elle espère développer le premier prototype dès 2020, pour une production en série avant 2027.
L'approbation par le ministère russe de la Défense des exigences tactiques et techniques du PAK VTA est annoncée en août 2020. Les capacités du nouvel avion doivent dépasser celles des C-17 américains et A-400M européens mais devraient être légèrement inférieures à celle de l'An-124. Le projet PAK VTA devrait être prêt d'ici décembre 2020, afin que les travaux de conception expérimentale (R&D) du projet puissent commencer en 2021.

## Caractéristiques
Avec de nouvelles spécifications, l'Il-106 devrait finalement être capable de soulever 60 tonnes de plus que l' An-124 soit près de 180 tonnes de fret. De plus, le nouvel avion de transport militaire devrait être capable d'être ravitaillé en vol et pouvoir transporter au moins 80 tonnes de fret à une distance de 5 000 kilomètres. Au niveau de l'espace de stockage interne, la soute doit être d'au moins 27,5 mètres de long, large de 8,8 mètres et avec une hauteur de 4,4 mètres. Niveau propulsion, le PAK VTA disposerait de quatre turboréacteurs Aviadvigatel PD-35 (amélioration du moteur PD-14 encore en développement) d'une poussée de 20 à 25 000 kgf. L'altitude de vol de l'avion devrait atteindre 12 000 mètres, avec une vitesse de croisière de 850 km/h.